# بيل نولان (لاعب كرة قدم أسترالية)
بيل نولان (بالإنجليزية: Bill Nolan)‏ هو لاعب كرة قدم أسترالية أسترالي، ولد في 4 يناير 1927، وتوفي في 14 أغسطس 2002.

## وصلات خارجية
- بيل نولان على موقع AustralianFootball.com (الإنجليزية)
- بيل نولان على موقع AFLtables.com (الإنجليزية)